# Patricio Rubén Rodríguez
Patricio Rubén Rodríguez (7 de febrero de 1988, Tucumán, Argentina) es un futbolista argentino. Es hermano del también futbolista Ezequiel Rodríguez.

## Trayectoria
Comenzó jugando en su tierra natal, para el club All Boys de Tucumán. Luego pasó por el Club Sportivo Rivadavia (Venado Tuerto), donde jugó 2 años y se convirtió en un referente del club santafesino. 
En junio de 2011 ficha por el San Martín de Tucumán para jugar en su provincia natal. En 2012 terminó como máximo goleador de la Copa Argentina con 4 tantos. En el año 2013 se transformó en jugador de Club Atlético Platense, en cuál tuvo una excelente temporada. En julio de 2014 ficha por el Club Atlético Talleres de Córdoba de Argentina. En diciembre de 2015 vuelve a Platense, para tomarse revancha de la final perdida por penales en 2014 en el reducido frente a Temperley donde marcó el gol de su equipo, y también el gol que llevó a su equipo a la final. En el conjunto calamar ha dejado un cálido recuerdo.
Nuevamente está en el Club Atlético Platense. El propio Rodríguez dijo; “Sólo tengo recuerdos lindos. Si tengo que hacer un resumen de la etapa anterior, fue todo bueno. Lástima el final que todos conocemos. Cada uno lo digiere a su manera y siento que maduré de golpe, fue un golpe muy duro del que me costó mucho reponerme. No lo tomo como una revancha. Tenemos que trabajar duro. Lo tomo como un desafío muy grande más que una revancha. Sabemos en el club que estamos y la responsabilidad que tenemos”.

## Clubes
| Club                    | País      | Año        |
| ----------------------- | --------- | ---------- |
| All Boys (Tucumán)      | Argentina | 2007-2009  |
| Sportivo Rivadavia (VT) | Argentina | 2009-2011  |
| San Martín (T)          | Argentina | 2011- 2013 |
| Platense                | Argentina | 2013-2014  |
| Talleres (C)            | Argentina | 2014-2015  |
| Platense                | Argentina | 2015-2017  |
| Flandria                | Argentina | 2017-2018  |

### Estadísticas
| Club                              | Temporada           | Liga | Liga | Copa Nacional | Copa Nacional | Copa Internacional | Copa Internacional | Total | Total |
| Club                              | Temporada           | PJ   | G    | PJ            | G             | PJ                 | G                  | PJ    | G     |
| --------------------------------- | ------------------- | ---- | ---- | ------------- | ------------- | ------------------ | ------------------ | ----- | ----- |
| All Boys (Tucumán) Argentina      | 2007-09             | ?    | ?    | -             | -             | -                  | -                  | ?     | ?     |
| Sportivo Rivadavia (VT) Argentina | 2009-11             | ?    | ?    | -             | -             | -                  | -                  | ?     | ?     |
| San Martín (T) Argentina          | 2011-12             | ?    | 2    | -             | -             | -                  | -                  | ?     | 2     |
| San Martín (T) Argentina          | 2012-13             | 18   | 2    | 1             | 0             | -                  | -                  | 19    | 2     |
| San Martín (T) Argentina          | Total               | 18   | 4    | 1             | 0             | -                  | -                  | 19    | 4     |
| Platense Argentina                | 2013-14             | 37   | 7    | -             | -             | -                  | -                  | 37    | 7     |
| Platense Argentina                | Total               | 37   | 7    | -             | -             | -                  | -                  | 37    | 7     |
| Talleres (C) Argentina            | 2014                | 11   | 0    | 1             | 0             | -                  | -                  | 12    | 0     |
| Talleres (C) Argentina            | Total               | 11   | 0    | 1             | 0             | -                  | -                  | 12    | 0     |
| Total en su carrera               | Total en su carrera | 82   | 11   | 2             | 0             | -                  | -                  | 84    | 11    |

- Datos: Q6066770